# Boarmia driophila
Boarmia driophila är en fjärilsart som beskrevs av Goldfinch 1944. Boarmia driophila ingår i släktet Boarmia och familjen mätare. Inga underarter finns listade i Catalogue of Life.

## Bildgalleri

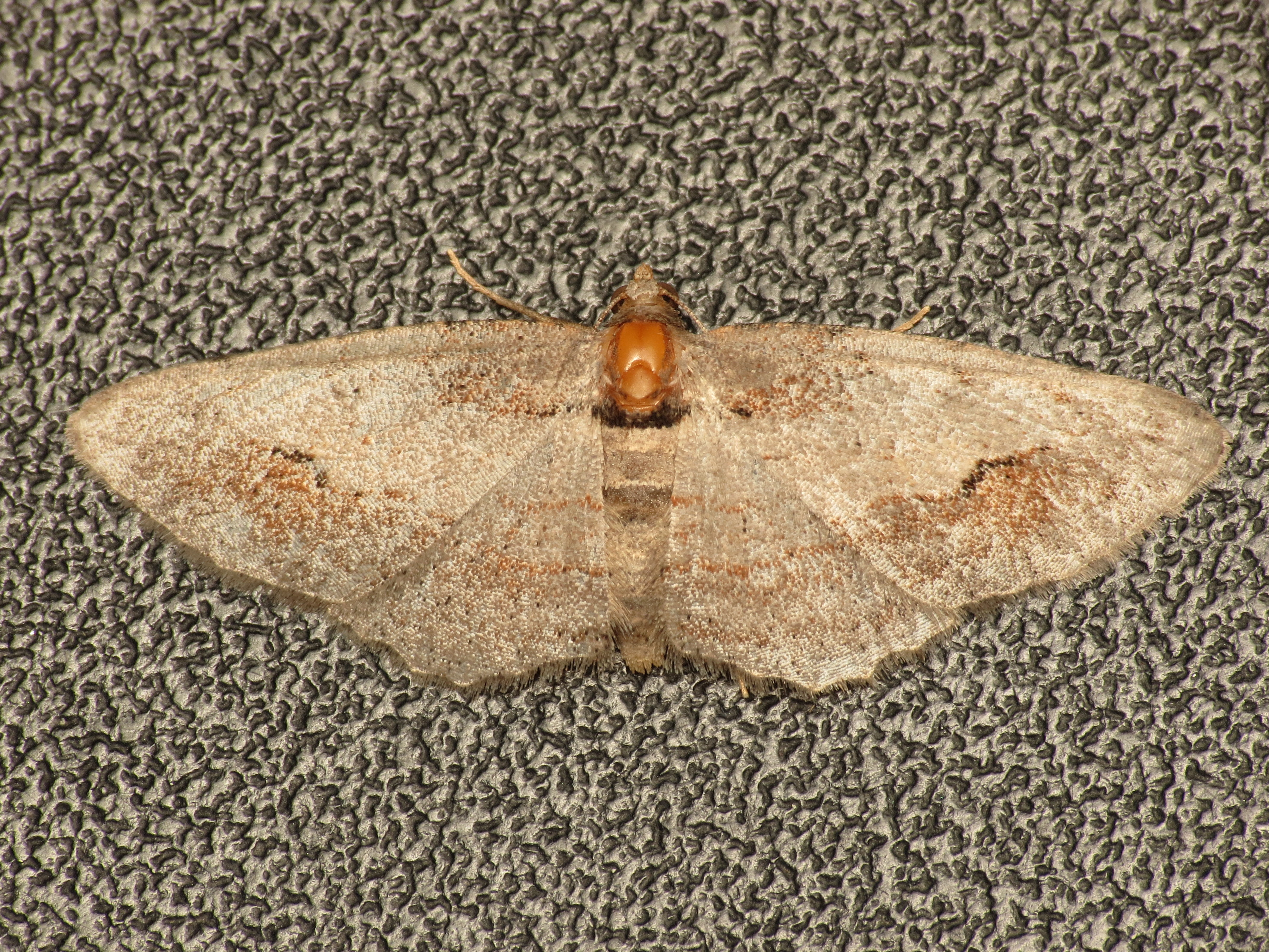
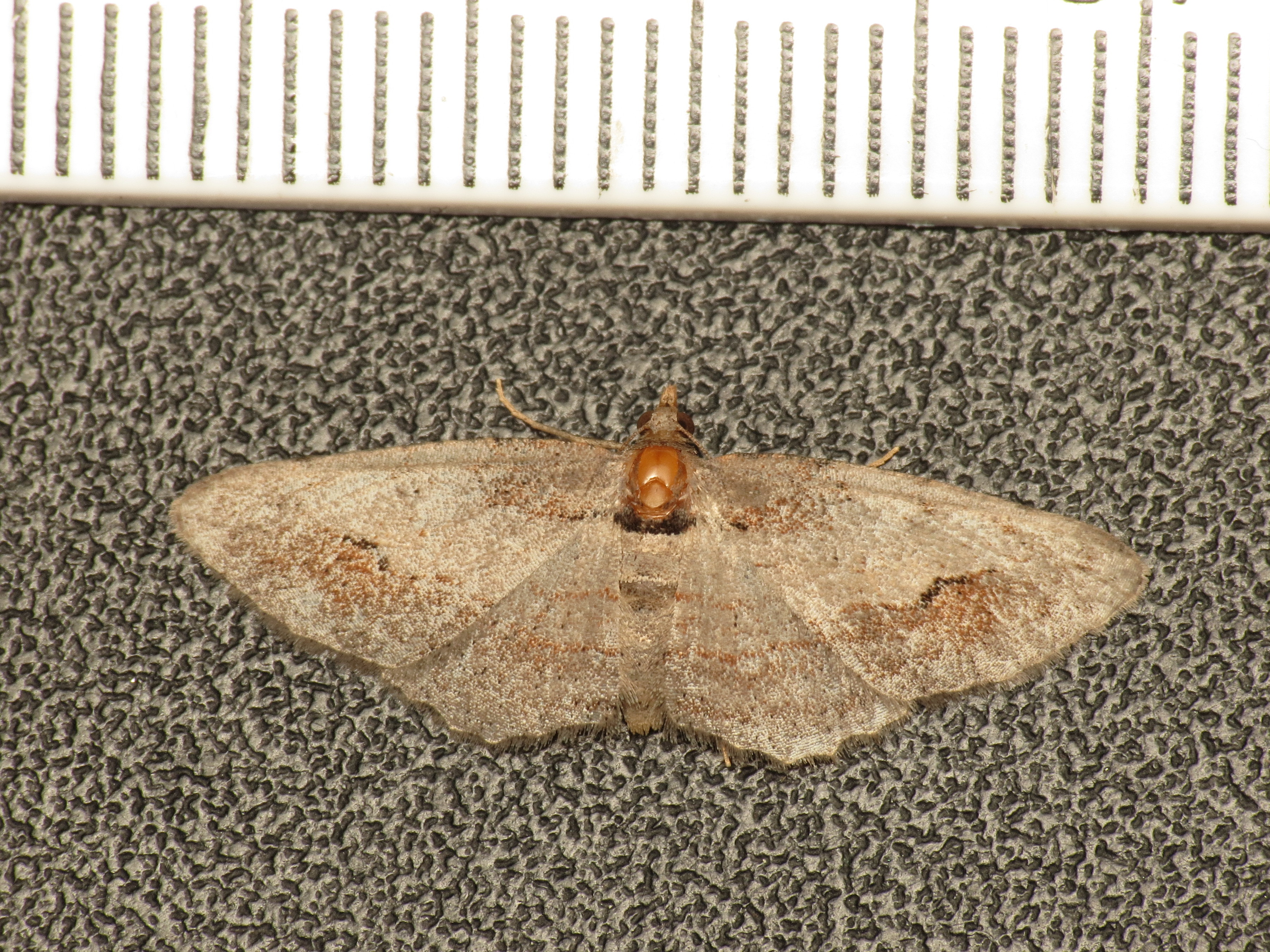
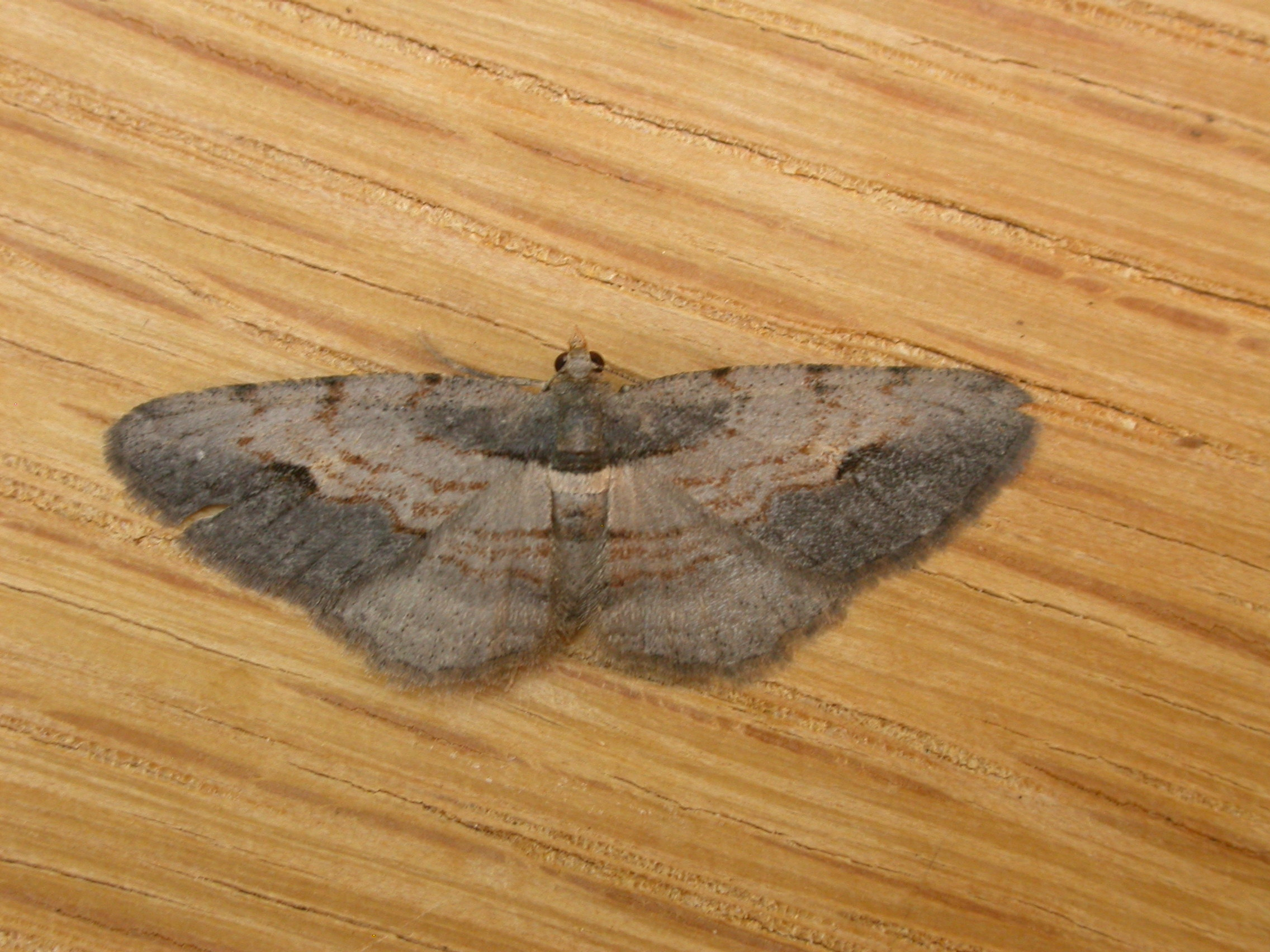